# Rue de Varenne
Rue de Varenne är en gata i Quartier des Invalides i Paris 7:e arrondissement. Rue de Varenne börjar vid Rue de la Chaise och slutar vid Boulevard des Invalides, och på den 930 meter långa gatan finns flera regeringsbyggnader, såsom Hôtel Matignon (premiärministerns kontor och residens) och Hôtel de Villeroy (jordbruksministeriet), samt Musée Rodin.
Den italienska travhästen Varenne har fått sitt namn efter gatan.

## Namnets ursprung
Det finns flera åsikter om ursprunget till namnet Varenne:
- en Varenne (eller garrene) är odlad mark rik på vilt och därför ett jaktreservat.[2]
- namnet kan komma från en abbé i Varennes, såsom Mathieu Perrot, kansler för akademin och av kyrkan Bourges under Charles IX eller Jacob de Nuchez, coadjutor av biskopen av Chalon-sur-Saône under Louis XIV.
- namnet kan komma från en herre av de många platser med namnet Varenne eller Varennes, till exempel François Perron, väpnare och sieur de Varennes på 1600-talet, eller Florent de Varennes, Amiral av Frankrike.
- det kan syfta på ett släktnamn, till exempel den riddarätt i Beaujolais vars medlemmar deltog i flera korståg: Varennes, herrar över slottet Rapetour i Theizé.
- det kan också syfta på ett skogvaktarämbete, le baillage et greffe de Varennes, som hade säte i Louvren, till vilket kungens jägmästare också var knuten..

Däremot verkar namnet inte ha koppling till den plats där kung Ludvig XVI greps efter det flyktförsök som Axel von Fersen arrangerade under Franska Revolutionen, den så kallade Flykten till Varennes som tog slut i just Varennes-en-Argonne.